# Moševac
Moševac (en cyrillique : Мошевац) est un village de Bosnie-Herzégovine. Il est situé dans la municipalité de Maglaj, dans le canton de Zenica-Doboj et dans la fédération de Bosnie-et-Herzégovine. Selon les premiers résultats du recensement bosnien de 2013, il compte 1 586 habitants.

## Démographie

### Évolution historique de la population
| 1948 | 1953 | 1961 | 1971 | 1981  | 1991  | 2013  |
| ---- | ---- | ---- | ---- | ----- | ----- | ----- |
| -    | -    | 731  | 913  | 1 190 | 1 270 | 1 586 |

|  |

### Communauté locale
En 1991, la communauté locale de Moševac comptait 2 035 habitants, répartis de la manière suivante :